# 横井詩織
横井 詩織（よこいしおり、本名同じ、1987年12月15日 - ）は、日本のクラシックバレエ講師。以前はグラビアアイドル、タレントもしていた。
所属事務所は、エクセルヒューマンエイジェンシー、ホリスティック・エイドに所属していた。

## 来歴・人物
- 趣味：料理、食べ歩き、ネイルアート
- 3歳から続けているクラシックバレエが特技。2011年に埼玉県春日部市でバレエ教室「Image Ballet Studio」（#外部リンクを参照）を開業している。
- ヨガ・インストラクターの資格を持っており、月刊チャージャーでは水着ヨガの企画ページでモデルを担当していた（企画自体は2008年8月号で一旦終了したのちに2008年12月号から再開したが、2009年5月で降板している）。
- 毎週土曜のメイドステーションではおっさんキャラ。
- 高校の時、マクドナルド、サイゼリヤでアルバイトをしていた。
- HOT SPA!のどるばこの美女検では、握力:36.9kg 背筋:92.5kg 肺活量:3700cc。

## 出演

### テレビ
- 「女優開発プロジェクト ××プロ」レギュラー（BS朝日、テレビ朝日：2005年7月-9月）
- 「超絶!モンドリアンチョップ」レギュラー（MONDO21：2007年2月-）
- 「ピン子のテレビ三面記事 ウィークエンダーリターンズ2006」（日本テレビ）
- 「ガダルカナル・タカのこちらDERUとこ編集部」（BS-i）
- 「アイドル☆KISS」（MONDO21）
- 「IDOL☆PARK」（エンタ!371）
- 「タッチミーアイドル」（STAR karaoke）
- 「さまぁ〜ず式」（TBS：2009年3月3日）

### 新聞・雑誌
- 「ZAKZAK」（夕刊フジ）
- 「＠失礼します」（日刊ゲンダイ）
- 「週刊SPA!」（扶桑社）
- 「Hot SPA!」（扶桑社）

### 舞台
- 「101匹萌えタン」教頭役
- 「Rhythm-4」メグ役
- 「Summer Tribe ☆ VIVA夏娘」しおり役

### インターネット
- 携帯サイト「未来ドールズ」（タイトー）
- 携帯サイト「野村誠一写真館」（講談社）
- 携帯サイト「ケータイYOUNGJUMP」（集英社）
- 「メイドステーション」レギュラー（あっ!とおどろく放送局：2007年2月-2008年6月）
- 「モバHO!：水着でHAPPY!」（あっ!とおどろく放送局）
- 「マガジングラビアネット」（講談社）
- 「月刊チャージャー」（Yahoo!）
- デジドル・エッグ18期生

### 広告
- インターメッツ広告モデル

### イベント
- ぷりんぷりんトークバトル（レギュラーMC）
- 「PHOTO IMAGING EXPO 2007」撮影モデル

### 撮影会
- シャテン撮影会

## リリース作品

### DVD
- 1st「お嬢様はシオリーナー」（レーヴ）
- 2nd「スパイス〜お気に入りのT」（BOOT）
- 「女子プロレスアイドルプロジェクト Vol.1」（COMET出版）